# Love in the Time of Cholera
Love in the Time of Cholera (L'amor en els temps del còlera) és una pel·lícula de 2007 dirigida per Mike Newell i protagonitzada per Javier Bardem. La pel·lícula va ser rodada principalment a la ciutat de Cartagena d'Índies l'any 2006 i està basada en l'obra homònima de l'escriptor colombià Gabriel García Márquez. Compta amb la participació de diversos actors d'origen hispà.

## Argument
La pel·lícula narra la història de Florentino Ariza (Unax Ugalde/Javier Bardem) que és capaç d'esperar 51 anys, 9 mesos i 4 dies al que considera que és l'amor de la seva vida, Fermina Daza (Giovanna Mezzogiorno). La història es desenvolupa a la fi del segle xix i principis del segle XX a la costa del Carib de Colòmbia, en temps que regna la penúria i diverses guerres civils assoten al país. A les ciutats costaneres arriba l'epidèmia del còlera i els "símptomes de l'amor es confonen amb els d'aquesta malaltia".
Florentino s'enamora de Fermina i l'assetja des de la seva adolescència, però les diferències socials i de caràcter els separen. Fermina es casa amb el doctor Juvenal Urbino (Benjamin Bratt). Tot i això, Florentino continua obsessionat durant la resta de la seva vida a l'espera d'una oportunitat per poder tornar amb ella. En el transcurs de la seva vida, Florentino sosté amors clandestins amb diverses dones, algunes vídues, altres solteres, però el seu únic objectiu es aconseguir que Fermina estigui amb ell, pel que espera pacientment durant més de 50 anys el dia en que el doctor Urbino es mori per intentar reconquerir-la i poder-se enamorar d'aquesta persona, cosa que li serà molt difícil després de tants anys d'espera.

## Adaptació
La pel·lícula està basada en la novel·la homònima de Gabriel García Márquez. El productor de la cinta, Scott Steindorff, havia llegit el llibre alguns anys abans i s'havia enamorat de la història i des de llavors que tractava de convèncer a García Márquez perquè li vengués els drets. Però el Nobel deia reiteradament que no estava interessat que es fes una versió de parla anglesa de la seva obra. Steindorff no va desistir i després d'un any i mig buscant l'aprovació li va dir al Nobel que se sentia com el protagonista del llibre Florentino Ariza i que no es rendiria fins a obtenir un sí i li va prometre a García Márquez que no faria una versió "hollywoodenca" de la seva història. Amb aquestes paraules va convèncer el colombià, el qual va obtenir al voltant de 3 milions de dòlars pels drets.

## Rodatge
El rodatge es va iniciar el setembre de 2006 a Cartagena de Indias, on es van presentar algunes dificultats per l'equip de producció a poques setmanes de finalitzar, ja que alguns dels operaris contractats a Cartagena, entre els quals es troben fusters i paletes, van entrar en vaga al·legant incompliment de pagaments i maltractaments. No obstant això, aquest tema es va solucionar i no va presentar majors inconvenients a l'hora de finalitzar la pel·lícula. Una altra de les localitats utilitzades pel rodatge va ser la ciutat colombiana de Mompox, on es van rodar algunes escenes des d'un vaixell de vapor que recorria el Riu Magdalena. Les ciutats de Barranquilla i Santa Marta també van servir com a escenari. La selecció de repartiment d'actors colombians va estar a càrrec del director de cinema colombià Felipe Aljure, qui va exercir també com a director de la segona unitat.

## Banda sonora
La cantautora Shakira va ser convidada a participar en la banda sonora de la pel·lícula, per això va compondre dos temes, en els quals va treballar al costat del músic argentí Pedro Aznar, un d'ells es titula "Hay amores" i l'altre "Despedida", aquest últim va rebre la nominació al Globus d'Or a la millor cançó original el 2008. A més, la pel·lícula inclou una versió de la cançó "Pienso en ti", cançó que ja havia aparegut en el seu àlbum Pies descalzos (1995). Shakira va ser persuadida per treballar a la banda sonora de la pel·lícula pel mateix García Márquez, ja que era el seu amic personal. Altres peces musicals estaven a càrrec del compositor brasiler Antonio Pinto, que ha treballat en films com Cidade de Deus.
També apareix un fragment del tango "Por una cabeza" (lletra de Francisco Martino i música de Carlos Gardel i Razzano), interpretada per Carlos Gardel. La inclusió de l'obra no correspon al moment cronològic de la pel·lícula, ja que la peça va ser composta el 19 de març de 1935 i apareix en una escena de 1900.

## Llançament
La pel·lícula va ser projectada per primera vegada al Festival de Rio de Janeiro el 3 d'octubre de 2007. La preestrena oficial es va realitzar en el Palms Casino Resort de Las Vegas (EUA) el 6 de novembre de 2007. Aquest esdeveniment va incloure un sopar i un concert on la cantant Shakira va interpretar els temes de la pel·lícula. També es van subhastar alguns exemplars de la primera edició de la novel·la autografiats per García Márquez i objectes personals de Shakira; el recaptat es va destinar per a la Fundación Pies Descalzos de la cantant.

## Recepció
La cinta va rebre crítiques negatives de la premsa especialitzada als Estats Units i la taquilla no va ser l'esperada. A Colòmbia va tenir un bon ingrés a taquilla; al finalitzar el 2007 havia registrat 345.000 entrades venudes i els comentaris van ser diversos.

## Repartiment
A l'inici, Mike Newell va intentar vincular al projecte a actors de gran renom a Hollywood com Angelina Jolie, Antonio Banderes, Johnny Depp i Natalie Portman, però cap d'ells va acceptar per diferents motius. Va ser llavors que es van buscar actors menys populars però de talent reconegut. El repartiment va quedar compost per actors d'orígens diversos, varis d'ells d'origen hispà, especialment de Colòmbia i Espanya. Tres d'ells han estat nominats al premi Óscar en altres films: es tracta de l'espanyol Javier Bardem, l'actriu brasilera Fernanda Montenegro i la colombiana Catalina Sandino Moreno.
Es va rumorejar que a la cantant colombiana Shakira li va ser ofert el paper protagonista de Fermina Daza. No obstant això, va ser rebutjat per la cantant a causa del nu obligat que tenia el paper.

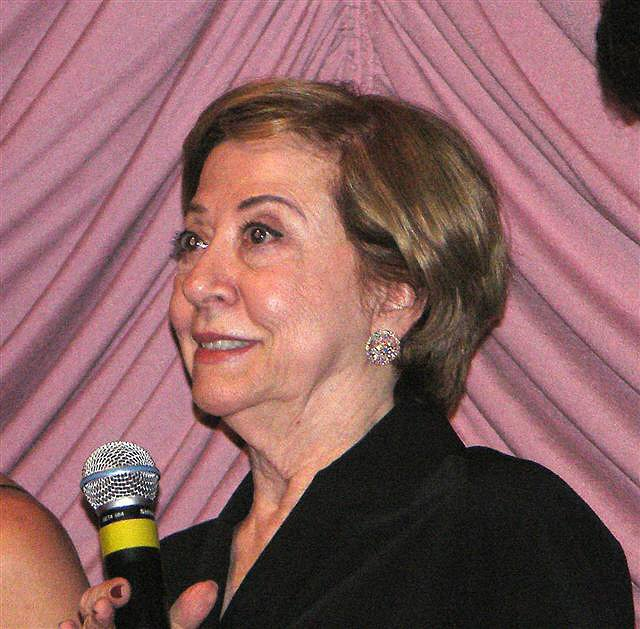
L'actriu Fernanda Montenegro va interpretar a Tránsito Ariza.

| Actor/Actriu            | Personatge              |
| ----------------------- | ----------------------- |
| Javier Bardem           | Florentino Ariza        |
| Unax Ugalde             | Florentino Ariza (jove) |
| Giovanna Mezzogiorno    | Fermina Daza            |
| Benjamin Bratt          | Doctor Juvenal Urbino   |
| John Leguizamo          | Lorenzo Daza            |
| Liev Schreiber          | Lotario Thugut          |
| Catalina Sandino Moreno | Hidelbranda Sánchez     |
| Fernanda Montenegro     | Trànsit Ariza Ariza     |
| Angie Cepeda            | La Vídua de Nazareth    |
| Marcela Mar             | Amèrica Vicuña          |
| Alicia Borrachero       | Tia Escolàstica         |
| Héctor Elizondo         | Don Leo                 |
| Ana Claudia Talancón    | Olimpia Zuleta          |
| Indhira Serrano         | Barbara Lynch           |
| Paola Turbay            | Dona misteriosa         |
| Noelle Schonwald        | Dona misteriosa         |
| Patricia Catañeda       | Dama                    |

## Premis

### Globus d'Or
| Any  | Categoria                              | Persona               | Cançó     | Resultat |
| ---- | -------------------------------------- | --------------------- | --------- | -------- |
| 2008 | Globus d'Or a la millor cançó original | Shakira Antonio Pinto | Despedida | Nominada |